# Igreja do Senhor Bom Jesus de Matosinhos
A Igreja do Senhor Bom Jesus de Matosinhos localiza-se no município do Serro, no estado de Minas Gerais.
Apesar da data de 1797 no medalhão da pintura do forro, já em 1785 há alusões à Igreja do Matosinhos do Serro. É um dos mais belos templos da cidade, com fachada simples em chalé, óculo envidraçado no frontispício e quatro sacadas de balaústre de madeira. No interior, a organização decorativa é harmoniosa e elegante, com talhas e pinturas bem ao estilo rococó da segunda fase do barroco.
As pinturas são atribuídas a Silvestre de Almeida Lopes, um dos mais talentosos pintores brasileiros e o artista mais importante do Serro na segunda metade do século XVIII, tendo deixado obras também em Diamantina. Destaque para o forro, pano de fundo do altar-mor e painéis laterais da capela-mor. A pintura do forro representa a cena de achamento da lendária imagem do Bom Jesus, na praia de Matosinhos, em Portugal. Uma das pinturas murais - a Adoração dos Pastores - é baseada em estampa de um antigo missal da Antuérpia, de 1744. O artista, entretanto, não se entregou passivamente à cópia, tirando partido do modelo e imprimindo um gosto pessoal e orientação própria.
Nesta igreja funcionou a antiga Irmandade das Mercês e São Benedito. Localizada na praça Cristiano Ottoni, foi tombada pelo IPHAN em 14 de janeiro de 1944. É nela que se celebra anualmente a Festa do Divino, manifestação religiosa tradicional da cidade.